# Don Airey
Donald Smith "Don" Airey (ur. 21 czerwca 1948 w Sunderland w Anglii) – klawiszowiec zespołu rockowego Deep Purple od 2002 roku. Wcześniej pracował w takich zespołach jak Gary Moore, Ozzy Osbourne, Judas Priest, Black Sabbath, Jethro Tull, Whitesnake, Colosseum II, Sinner, Michael Schenker, Uli Jon Roth, Rainbow, Divlje Jagode, czy Living Loud, a ostatnio także z grupą Saxon. Współpracował również z Andrew Lloyd Webberem.

## Początki
Don Airey zaczął uczyć się klasycznej gry na fortepianie w wieku siedmiu lat. Uzyskał stopień magistra na Uniwersytecie Nottingham oraz dyplom ukończenia Royal Northern College of Music.

## Lata '70
W 1974 przeniósł się do Londynu i dołączył do zespołu Cozy’ego Powella Hammer. Później pracował nad kilkoma płytami z artystami solowymi, natomiast w 1978 wziął udział w sesji nagraniowej albumu Never Say Die! zespołu Black Sabbath. Wkrótce potem dołączył do zespołu gitarzysty Ritchiego Blackmore’a Rainbow i zagrał na debiucie solowym Gary’ego Moore’a Back on the Streets. Z Rainbow zagrał na dwóch przebojowych albumach Down to Earth i Difficult to Cure.

## Lata '80
W 1980 Airey grał na pierwszym albumie solowym Ozzy’ego Osbourne’a, Blizzard of Ozz, na którym wykonał słynny, gotycki wstęp do utworu Mr. Crowley. Po opuszczeniu Rainbow w 1981, dołączył do Osbourne’a na trzy lata i zagrał na albumach Bark at the Moon oraz Speak of the Devil. W 1987 przyłączył się do zespołu Jethro Tull, z którym grał w trasie koncertowej promującej album Crest of a Knave. W tym samym roku pojawił się multi-platynowy album zespołu Whitesnake o tym samym tytule, na którym Airey grał na organach (album ten w Europie znany jest jako 1987). Wkrótce potem opuścił zespół, aby nagrać solową płytę K2.

## Lata '90
W pierwszej połowie lat dziewięćdziesiątych zaangażowanie Dona w scenie muzycznej było sporadyczne, ponieważ jego starszy syn poważnie chorował.
W 1997 zaaranżował i zagrał utwór „Love Shine a Light” dla zespołu Katrina and the Waves i dyrygował towarzyszącej orkiestrze na Festiwalu Eurowizji. Utwór ten wygrał Festiwal. Airey grał również na organach u Olafa Lenka (założyciela zespołu At Vance) na jego pierwszym albumie solowym – Sunset Cruise. W 2006 Airey pojawił się na płycie Gary’ego Moore’a Old New Ballads Blues, na którym współtworzył wszystkie utwory.
Obecnie mieszka wraz z żoną Doris i trójką dzieci w południowo-zachodniej części Cambridgeshire. Brał także udział w nagrywaniu solowej płyty Bruce’a Dickinsona Darkness Be My Friend. W chwili obecnej pisze książkę o swoich doświadczeniach w przemyśle muzycznym.

## Deep Purple
Do roku 2001 Airey był praktycznie na emeryturze, lecz dołączył do Deep Purple w zastępstwie za Jona Lorda. Kiedy okazało się, że Lord już nie wróci, w marcu 2002 Airey stał się członkiem Deep Purple „na pełny etat”. Z zespołem nagrał cztery albumy – Bananas, Rapture of the Deep, Now What?! i InFinite.

## Dyskografia
- 1974 – Cozy Powell – "Na Na Na" (singel)
- 1976 – Babe Ruth – Kid's Stuff
- 1976 – Colosseum II – Strange New Flesh
- 1977 – Colosseum II – Electric Savage
- 1977 – Colosseum II – War Dance
- 1977 – Andrew Lloyd Webber – Variations
- 1978 – Jim Rafferty – Don't Talk Back
- 1978 – Strife – Back to Thunder
- 1978 – Black Sabbath – Never Say Die!
- 1979 – Gary Moore – Back on the Streets
- 1979 – Rainbow – Down to Earth
- 1979 – Cozy Powell – Over the Top
- 1980 – Michael Schenker – The Michael Schenker Group
- 1980 – Bernie Marsden – And About Time Too
- 1981 – Ozzy Osbourne – Blizzard of Ozz
- 1981 – Cozy Powell – Tilt
- 1981 – Rainbow – Difficult to Cure
- 1981 – Rainbow – Final Vinyl (kompilacja – 1986)
- 1982 – Gary Moore – Corridors of Power
- 1982 – Gary Moore – Rockin’ Every Night
- 1983 – Ozzy Osbourne – Bark at the Moon
- 1984 – Gary Moore – Dirty Fingers
- 1985 – Alaska – The Pack
- 1985 – Phenomena – Phenomena
- 1985 – Gary Moore – Run For Cover
- 1986 – Zeno – Zeno
- 1987 – Thin Lizzy – Soldier of Fortune (kompilacja)
- 1987 – Whitesnake – Whitesnake
- 1988 – Fastway – Bad Bad Girls
- 1988 – Jethro Tull – 20 Years of Jethro Tull
- 1989 – Don Airey – K2
- 1989 – Gary Moore – After the War
- 1989 – Whitesnake – Slip of the Tongue
- 1990 – Perfect Crime – Blond on Blonde
- 1990 – Jagged Edge – You Don’t Love Me
- 1990 – Judas Priest – Painkiller
- 1990 – Forcefield – IV – Let the Wild Run Free
- 1990 – Tigertailz – "Love Bomb Baby"
- 1992 – Cozy Powell – Let the Wild Run Free
- 1992 – UFO – High Stakes and Dangerous Men
- 1992 – Anthem – Domestic Booty
- 1992 – Kaizoku – Kaizoku
- 1993 – Brian May – Back to the Light
- 1994 – Graham Bonnet – Here Comes the Night
- 1994 – The Kick – Tough Trip Thru Paradise
- 1994 – Gary Moore – Still Got the Blues
- 1994 – Katrina and the Waves – Turnaround
- 1997 – Quatarmass II – Long Road
- 1997 – Glen Tipton – Baptizm of Fire
- 1998 – Colin Blunstone – The Light
- 1998 – Crossbones – Crossbones
- 1998 – The Cage – The Cage
- 1998 – Olaf Lenk – Sunset Cruise
- 1998 – Eddie Hardin – Wind in the Willows (live)
- 1998 – The Snakes – Live in Europe
- 1999 – Millenium – Millenium
- 2000 – Micky Moody – I Eat Them for Breakfast
- 2000 – Silver – Silver
- 2000 – Uli Jon Roth – Transcendental Sky Guitar
- 2000 – Olaf Lenk's F.O.O.D. – Fun Stuff
- 2000 – Ten – Babylon AD
- 2000 – Company of Snakes – Burst The Bubble
- 2001 – Mario Fasciano – E-Thnic
- 2001 – Judas Priest – Demolition
- 2001 – Silver – Dream Machines
- 2001 – Rolf Munkes' Empire – Hypnotica
- 2001 – Company of Snakes – Here They Go Again
- 2002 – Metalium – Hero Nation Chapter Three
- 2002 – Bernie Marsden – Big Boy Blue
- 2002 – Bruce Dickinson – Tattooed Millionaire
- 2002 – Rolf Munkes' Empire – Trading Souls
- 2003 – Deep Purple – Bananas
- 2003 – Living Loud – Living Loud
- 2003 – Silver – Intruder
- 2005 – Deep Purple – Rapture of the Deep
- 2006 – Gary Moore – Old New Ballads Blues
- 2008 – Don Airey – Light In The Sky
- 2008 – Judas Priest – Nostradamus
- 2011 – Saxon –  Call To Arms
- 2011 – Don Airey – All Out
- 2013 – Deep Purple – Now What?!
- 2014 – Don Airey – Keyed Up

## Filmografia
- Highway Star: A Journey in Rock (2007, film dokumentalny, reżyseria: Craig Hooper)[3]